# Erixon Kabera
Pour les articles homonymes, voir Kabera.
 (mai 2025).
Motif : Simple fait divers ou véritable sujet encyclopédique ?
- Archive Wikiwix
- Bing
- Cairn
- DuckDuckGo
- E. Universalis
- Gallica
- Google
- G. Books
- G. News
- G. Scholar
- Persée
- Qwant
- (zh) Baidu
- (ru) Yandex
- (wd) trouver des œuvres sur Wikidata

| 1. | Préciser le motif de la pose du bandeau. | Précisez le motif de la pose du bandeau en utilisant la syntaxe suivante : {{admissibilité à vérifier\|date=août 2025\|motif=remplacez ce texte par le motif}}                     |
| 2. | Informer les utilisateurs concernés.     | Pensez à avertir le créateur de l'article, par exemple, en insérant le code ci-dessous sur sa page de discussion : {{subst:avertissement admissibilité à vérifier\|Erixon Kabera}} |

 (mai 2025).
La mise en forme du texte ne suit pas les recommandations de Wikipédia : il faut le « wikifier ».
Les points d'amélioration suivants sont les cas les plus fréquents. Le détail des points à revoir est peut-être précisé sur la page de discussion.
- Les titres sont pré-formatés par le logiciel. Ils ne sont ni en capitales, ni en gras.
- Le texte ne doit pas être écrit en capitales (les noms de famille non plus), ni en gras, ni en italique, ni en « petit »…
- Le gras n'est utilisé que pour surligner le titre de l'article dans l'introduction, une seule fois.
- L'italique est rarement utilisé : mots en langue étrangère, titres d'œuvres, noms de bateaux, etc.
- Les citations ne sont pas en italique mais en corps de texte normal. Elles sont entourées par des guillemets français : « et ».
- Les listes à puces sont à éviter, des paragraphes rédigés étant largement préférés. Les tableaux sont à réserver à la présentation de données structurées (résultats, etc.).
- Les appels de note de bas de page (petits chiffres en exposant, introduits par l'outil «  Source ») sont à placer entre la fin de phrase et le point final[comme ça].
- Les liens internes (vers d'autres articles de Wikipédia) sont à choisir avec parcimonie. Créez des liens vers des articles approfondissant le sujet. Les termes génériques sans rapport avec le sujet sont à éviter, ainsi que les répétitions de liens vers un même terme.
- Les liens externes sont à placer uniquement dans une section « Liens externes », à la fin de l'article. Ces liens sont à choisir avec parcimonie suivant les règles définies. Si un lien sert de source à l'article, son insertion dans le texte est à faire par les notes de bas de page.
- La présentation des références doit suivre les conventions bibliographiques. Il est recommandé d'utiliser les modèles {{Ouvrage}}, {{Chapitre}}, {{Article}}, {{Lien web}} et/ou {{Bibliographie}}. Le mode d'édition visuel peut mettre en forme automatiquement les références.
- Insérer une infobox (cadre d'informations à droite) n'est pas obligatoire pour parachever la mise en page.

Pour une aide détaillée, merci de consulter Aide:Wikification.
Si vous pensez que ces points ont été résolus, vous pouvez retirer ce bandeau et améliorer la mise en forme d'un autre article.
 (avril 2025).
Erixon Kabera, surnommé "Gentil" (1981-2024) était un canadien noir décédé de blessures infligées par des policiers.
Le 10 novembre 2024, Erixon Kabera, ancien fonctionnaire de l'Agence du revenu du Canada, père de trois enfants et organisateur communautaire, est décédé après une interaction avec la police de Hamilton. M. Kabera a été abattu de plusieurs balles par la police dans son immeuble à Hamilton. Il a succombé à ses blessures.
Erixon est né au Rwanda en 1981 et a émigré au Canada. Il s'est installé à Hamilton, en Ontario. Il était membre du Centre de guérison rwando-canadien (RCHC).
Un article de radio Canada décrit comment sa mort a choqué la communauté.
Après le décès, des manifestations ont été organisées pour demander justice et que les forces de l'ordre rendent des comptes. Ces manifestations ont commencé à Hamilton à la suite de la fusillade et se sont propagées dans d'autres villes du Canada :
- à Hamilton, ON le 14 nov, à Montréal, QC le 24 nov, à Ottawa, ON le 14 déc, à Régina, SK le 4 jan 2025.

Matthew Green, député néo-démocrate de Hamilton, a organisé et participé à une marche en faveur d'Erixon.
L’Unité des Enquêtes Spéciales (l’UES) est un organisme civil qui a compétence sur plusieurs corps de police en cas de blessures graves ou de décès d'un membre du public.
L’UES a fait une déclaration inexacte le 9 novembre "À un certain moment, il y a eu une interaction avec l’homme, puis un échange de coups de feu. L’homme et l’un des agents ont été blessés par balle."
Cette déclaration a ensuite été remplacée par une autre "Deux agents ont déchargé leurs armes à feu et l’homme a été touché. Il a ensuite été transporté à l’hôpital, où sa mort a été constatée le 10 novembre 2024 à 00 h 47 ...... Un agent de police a également été transporté à l’hôpital, mais il a reçu son congé après avoir été soigné pour des blessures légères."
En conséquence, le chef de la police de Hamilton, Frank Bergen, a publié une autre déclaration le 13 novembre, qui contredit la déclaration du 9 novembre de l'UES. Cette déclaration a apporté des précisions dans le but de dissiper les inexactitudes au niveau des faits.(en anglais uniquement)
La famille d'Erixon a publié un communiqué (en anglais uniquement)
Traduction du communiqué [... nous demeurons fermement convaincus qu'Erixon n'était pas armé et qu'il n'aurait pas agi d'une manière qui justifierait ce dénouement.]
Le 6 juin 2025, l'Unité des Enquêtes Spéciales (UES) a publié son rapport d'enquête. Les deux policiers de Hamilton (un homme et une femme) qui ont abattu Erixon ne feront pas l'objet d'accusations criminelles. La nouvelle de cette publication a été diffusée dans les médias.
Le rapport indique que "Le plaignant tenait ce qui semblait être une arme de poing dans sa main droite, au niveau de la taille, pointée vers le sol." Ainsi que "L’objet que tenait le plaignant n’était pas un véritable pistolet semi-automatique, bien qu’il en avait tout l’air"

## References
1. ↑  Pascale Bréniel, « Homme abattu par la police : « c’est un cauchemar », dit la mère de ses fils », sur Radio-Canada, 14 novembre 2024 (consulté le 13 août 2025)
2. ↑  « Unité des Enquêtes Spéciales -- L'Unité », sur www.siu.on.ca (consulté le 22 avril 2025)
3. ↑  « Unité des Enquêtes Spéciales -- Communiqué de presse », sur www.siu.on.ca (consulté le 20 avril 2025)
4. ↑  « Unité des Enquêtes Spéciales -- Communiqué de presse », sur www.siu.on.ca (consulté le 20 avril 2025)
5. ↑  (en-CA) « Statement from Chief Frank Bergen », sur Statement from Chief Frank Bergen (consulté le 20 avril 2025)
6. ↑  (en-CA) Joey Coleman, « Statement from the Family of Erixon Kabera », sur TPR Hamilton | Hamilton's Civic Affairs News Site, 11 novembre 2024 (consulté le 22 avril 2025)
7. 1 2  Joseph Martino, « Rapport du directeur de l’Unité des enquêtes spéciales - Dossier nº 24-OFD-479 », 28 mai 2025
8. ↑  « Les policiers qui ont tué Erixon Kabera ne feront face à aucune accusation, dit l’UES » (consulté le 7 juin 2025)